# 天娱传媒
天娱传媒有限公司，简称天娱传媒。于2004年在上海注册成立，中国唯一的国有艺人经纪公司，隶属于芒果超媒，目前包括上海天娱传媒有限公司、北京天娱传媒有限公司、海南天娱传媒有限公司、天娱传媒（香港）有限公司。上海天娱传媒有限公司起初是由湖南电视台娱乐频道全资控股的传媒公司；2008年划归为中南出版传媒集团（CNS）旗下湖南广播影视集团（现湖南广播电视台）芒果传媒直属，并由龙丹妮任总经理。2004年以来，与湖南卫视联合推出目前人气指数极高的品牌活动——“超级女声”、“快乐男声”、“快乐女声”。主打偶像選秀、偶像劇製作、藝人唱片發行、電影投資與製作。2017年2月，龙丹妮正式卸任总经理，由肖宁接替，正式转型影视行业。2022年6月起，天娱传媒与芒果TV艺人经纪中心实现一体化运营。

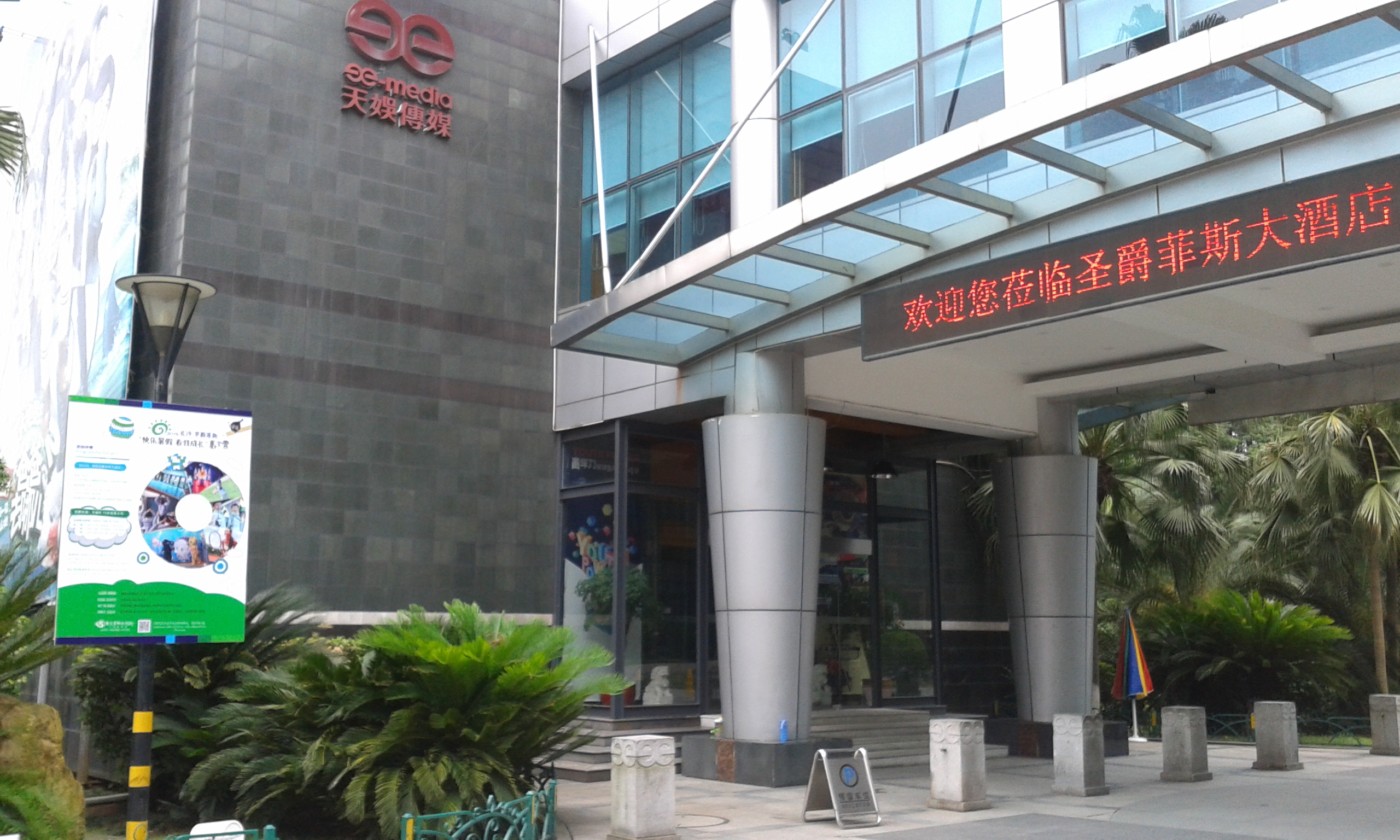
天娛傳媒位於金鷹影視文化城圣爵菲斯欢城的辦公室

## 天娱旗下艺人
天娱艺人主要是《超级女声》、《快乐女声》、《快乐男声》系列选秀节目出道的艺人，参考 艺人天娱官网。原芒果TV艺人经纪中心旗下艺人参见条目“芒果TV”。

### 現時旗下藝人(影视及综艺部)
| 签约年份 | 签约艺人                                     |
| 2005     | 鲁诺                                         |
| 2007     | 李茂                                         |
| 2008     | 童唯佳、郭敬明                               |
| 2009     | 刘美含、易易紫                               |
| 2010     | 姜潮、柴格                                   |
| 2011     | 李斯丹妮、付梦妮                             |
| 2012     | 吴千语                                       |
| 2013     | 朦胧、饶威、范世錡、杨洋(女)、高泰宇、谢彬彬 |
| 2014     | 彭凌、黄星羱                                 |
| 2015     | 张新成                                       |
| 2016     | 赖雨濛                                       |
| 2021     | 曹璐                                         |
| 2023     | 杜海涛、陈若彤                               |

### 現時旗下藝人(音乐部)
| 签约年份 | 签约艺人                                                                                              |
| 2007     | 阿穆隆                                                                                                |
| 2010     | 刘心、武艺、谭杰希、陈翔、王野、张建波                                                                |
| 2011     | 洪辰、刘忻、苏妙玲、杨洋(女)                                                                          |
| 2013     | 华晨宇、宁桓宇、湉、张阳阳、左立、白举纲 欧豪、宋伟、阿克江、居来提、王启、赵浴辰、郑永单、哈斯、饒威 |
| 2014     | 黄星羱                                                                                                |
| 2016     | 金雯昕、圈9                                                                                           |
| 2022     | 郭曲、拉丹珠                                                                                          |

### 合作艺人
| 签约年份 | 合作艺人（原生经纪公司）                     |
| 2023     | 陈立农（传奇星娱乐）、梁佳盛（时代星空娱乐） |
| 2025     | 喻言                                         |

### 已經解約歌手
| 签约年份 | 解约艺人（解约年份） |
| 2004     | 安又琪（2009）、丁香晓晓（2008）、余铭轩（2008）、许杨（2007）、罗彬（2009） |
| 2005     | 张靓颖（2005）、周笔畅（2006）、何洁（2009）、黄雅莉（2010）、纪敏佳（2010）、叶一茜（2008）、赵静怡（2009）、易慧（2007）、朱妍（2007）、林爽（2006）、陈西贝（2009）、 佘曼妮（2008）、陈嘉琦（2008）、谢雅雯（2009）、丁叮（2008）、夏颖（2010）、郭慧敏（2008）、李宇春（2015）                               |
| 2006     | 尚雯婕（2007）、刘力扬（2009）、艾梦萌（2010）、Reborn雙魚座（2010）、韩真真（2010）、唐笑（2011）、阳蕾（2010）、胡灵（2007）、魏佳庆（2008）、郝菲尔（2008）、巩贺（2008）、朱雅琼（2008）、许飞（2012）、 厉娜（2014）、 谭维维（2015）                                                                        |
| 2007     | 陈楚生（2009）、周路明（2008）、王晰（2008）、许诺（2008）、翁航融（2008）、汤群（2008）、高炜（2008）、杨帆（2008）、王铮亮（2009）、姚政（2009）、吉杰（2011）、蘇醒（2013）、魏晨 ( 2015 )、至上勵合 ( 2017 )、張杰 ( 2015 )、俞灏明( 2015 )、王栎鑫 ( 2016 )、張遠 ( 2017 )、陸虎（2015）、郭彪（2015年）     |
| 2009     | 刘惜君（2010）、潘辰（2011）、潘虹樾（2010）、王志心（2010）、杨梓（2010）、程晨（2011）、陶乐（2011）、张佑方（2010）、i Me/那琳/泫京（2012）、朱梓骁（2013）、李雨奚（2014）、張翰（2014）、李霄云（2015）、郑爽（2015）、 江映蓉(2017年解约、2021年续约)、黄英(2017)、郁可唯(2017)、曾轶可(2017)、谈莉娜(2017) |
| 2010     | 莫龙丹（2011）、蔡婷玉（2011）、李慧（2011）、李行亮（2012）、赵帆（2011）、Delay组合（2012）、韩野（2012）、徐嘉苇（2012）、张赫（2012）、陈骁（2012）、郭乐（2011）、卢信宥（2011）、吴俊余（2014）、李炜（2016）                                                                                               |
| 2011     | 孙昕欣（2012）、喻佳丽（2013）、DL组合（2013）、王艺洁（2013）、陆翊（2014）、金银玲(2014)、段林希（2016） |
| 2013     | 魏一宁（2015）、贾盛强（2015） |
| 2014     | H2K |
| 2016     | X玖少年团（2017） |

## 解約風波
湖南衛視旗下天娛傳媒公司自從2004年舉辦選秀節目超級女聲以後，每年選秀之後的選手基本被簽進該公司，基本合約期限為8年。由於過長的合約時間以及公司與藝人之間的利益矛盾衝突，經常爆出旗下藝人單方面解約的事情。從05年超女周筆暢、何潔，06年超女冠軍尚雯婕以及07年快樂男聲冠軍陳楚生單方面向天娛提出解約，由於天價的違約賠償金，使得雙方的官司鬧上法庭數年，合約糾紛期間不得在湖南卫视露臉參加節目，娛樂新聞也採取不予報導的態度。巧合的是，所有與天娛解約的藝人最後都轉投國內著名的電影電視唱片經紀公司華誼兄弟。
2013年1月，中歌榜在台北小巨蛋舉行頒獎演唱會，天娛旗下藝人蘇醒與李煒因感情糾紛問題在後臺大打出手，事情的原因是李煒在自己的社群網站發出了疑似與蘇醒當時女友的床照；蘇醒則指責李煒單方面炒作，傷害女方名譽。事件發生以後，天娛傳媒發出聲明，聲稱蘇醒打人事件對公司造成了嚴重的榮譽損害，傷害了公司及旗下藝人的形象，因此聯合蘇醒的唱片公司索尼音樂對其進行內部處理，停止其接下來所有的演藝事業。而蘇醒隨後在自己的社群網站承認，自己打人的事件是惡劣的，對造成雙方的傷害予以道歉，并接受經紀公司及唱片公司的一切合理安排。然而，經過200多天的時間，2013年7月23日，蘇醒在自己的微博貼出了與天娛傳媒單方面解約的聲明，聲明內容直指公司在對其停止演藝事業到現在沒有給出任何合理的安排。
隔天，天娱传媒傳媒針對蘇醒單方面解約的聲明，亦在自己的官方微博貼出《天娛傳媒就蘇醒單方面解約的聲明》，聲明指出，事件發生以後，公司對蘇醒的懲罰並未讓蘇醒得到反思，反而一再破壞公司的苦心安排，其個人的表現及素養已經不符合公司打造優質偶像的標準，表示不會強留蘇醒，并會通過法律手段解決事情爭端。隨後，蘇醒強烈反擊指出“到底是我惡意炒作還是公司苦心安排”，在自己履行了6年合約以後，希望與天娛傳媒好聚好散。

## 作品

### 電視節目製作
- 超级家族
- 一呼百应
- 百科全说
- 8090
- 我们约会吧
- 非常靠谱
- 喜剧之王
- 给力星期天
- 称心如意
- 好好生活

### 影視
| 剧名               | 拍摄 | 首播   | 合作公司 联合投资/承制/出品 | 参与演出 | 播放平台          |
| 《美丽分贝》       |      | 2006年 |                             |          | 湖南娱乐频道      |
| 《那小子很帅》     |      | 2008年 |                             |          | 湖南娱乐频道      |
| 《一起来看流星雨》 |      | 2009年 |                             |          | 湖南卫视          |
| 《一起又看流星雨》 |      | 2010年 |                             |          | 湖南卫视          |
| 《凰图腾》         |      | 2011年 |                             |          | 湖南卫视          |
| 《童话二分之一》   |      | 2012年 |                             |          | 湖南卫视          |
| 《开心魔法》       |      | 2013年 |                             |          |                   |
| 《落跑甜心》       |      | 2013年 |                             |          | 湖南卫视          |
| 《相爱穿梭千年2》  |      | 2016年 |                             |          | 湖南卫视          |
| 《延禧攻略》       |      | 2018年 |                             |          | 爱奇艺、浙江卫视  |
| 《那座城这家人》   |      | 2018年 |                             |          | 湖南卫视          |
| 《热血同行》       |      | 2019年 |                             |          | 东方卫视 北京卫视 |